# Bada Bhairab
Bada Bhairab (nep. बडा भैरव) – gaun wikas samiti w zachodniej części Nepalu w strefie Bheri w dystrykcie Dailekh. Według nepalskiego spisu powszechnego z 2011 roku liczył on 519 gospodarstw domowych i 2995 mieszkańców (1583 kobiety i 1412 mężczyzn).